# Gefriervermögen
Der Begriff Gefriervermögen ist in der Kühltechnik die maximale Menge an Lebensmitteln in Kilogramm, die in 24 Stunden von plus 25 Grad Celsius auf minus 18 Grad Celsius eingefroren werden kann.
In Gefriergeräten darf immer nur eine bestimmte Menge an frischer Ware auf einmal eingelagert werden. Das Gefriervermögen ist in der Produktinformation (PI-Label) oder in der Bedienungsanleitung angegeben. Das Gefriervermögen muss nach DIN 8953 bzw. ISO 8187 mindestens 4,5 Kilogramm pro 100 Liter Nutzinhalt in 24 Stunden betragen.